# Karl Otmar von Aretin
Pour les articles homonymes, voir Arétin.
Karl Otmar baron von Aretin (né le 2 juillet 1923 à Munich et mort le 26 mars 2014 dans la même ville) est un historien allemand.
Aretin enseigne de 1964 à 1988 en tant que professeur ordinaire d'histoire contemporaine à la TH Darmstadt. De 1968 à 1994, il est directeur du Département d'histoire universelle à l'Institut Leibniz d'histoire européenne (de) de Mayence. L'une de ses réalisations est l'ouverture de l'institut aux jeunes scientifiques de ce qui est alors le « Bloc de l'Est ». Aretin présente un récit monumental en quatre volumes de l'histoire de l'Ancien Empire de 1648 à 1806. Il fait un travail de pionnier dans la recherche sur l'histoire de l'Italie impériale. Il est l'un des plus importants historiens allemands de l'époque moderne après la Seconde Guerre mondiale.

## Biographie

### Origine et famille
L'historien est issu de la noble famille bavaroise von Aretin. Cette famille remonte à Johann Baptist Bagdasar de Siounik. Il est né à Constantinople en 1706 ou 1710, fils du petit roi arménien Bagdasar de Siounik et de sa femme Gogza, née princesse de Charabagh. Il est adopté par l'électrice Thérèse-Cunégonde de Bavière en 1711, il est élevé au rang de baron par l'électeur Maximilien III en 1769, sous le nom d'Aretin
Karl Otmar von Aretin est le troisième des quatre fils d'Erwein von Aretin, rédacteur en chef du quotidien Münchner Neueste Nachrichten, et de la comtesse Maria Anna von Belcredi (1888-1968), et arrière-arrière-petit-neveu du célèbre bavarois historien et bibliothécaire Johann Christoph Freiherr von Aretin. Ses frères sont Anton von Aretin, député du Bundestag et du Landtag, et Richard von Aretin, jésuite ; un autre frère est mort pendant la Seconde Guerre mondiale. Le père de Karl appartient à un cercle d'opposants conservateurs et monarchiques au national-socialisme. Il est arrêté en mars 1933 et emprisonné au camp de concentration de Dachau pendant 14 mois. Il vit alors en exil sur le domaine de sa sœur la comtesse Elisabeth von Bissingen à Hohenstein dans le Wurtemberg et est surveillé par la Gestapo. Pendant ce temps, son père écrit une histoire en plusieurs volumes des comtes von Arco, qui laisse une impression durable sur Aretin. Avant même d'avoir obtenu son diplôme d'études secondaires, lui aussi veut devenir historien. Selon l'esquisse autobiographique d'Aretin, il retrace son chemin vers l'histoire jusqu'au destin de son père. Aretin rencontre Claus Schenk von Stauffenberg personnellement par l'intermédiaire de son père à Munich en 1943, qui devient rapidement l'une des figures centrales de la résistance militaire contre le national-socialisme.
Depuis 1960, Aretin est marié avec Ruth Uta von Tresckow (de), fille du général de la Wehrmacht et résistant de la tentative d'assassinat de 20 juillet 1944, Henning von Tresckow, marié. Du mariage est née l'historienne Felicitas von Aretin, née en 1962, et des jumeaux nés en 1967. La résistance à Adolf Hitler devient un thème important dans l'œuvre d'Aretin en raison des antécédents de son père et de sa femme.

### Carrière universitaire
Aretin participe à la guerre de 1942 à 1945. Au retour de la guerre, son père l'encourage dans sa décision d'étudier l'histoire. En 1946, il commence des études d'histoire et d'histoire de l'art à l'Université Louis-et-Maximilien de Munich. Il assiste d'abord aux cours de Walter Goetz (de). En histoire de l'art, Hans Jantzen est l'un de ses professeurs universitaires. Dans les cours et conférences sur l'histoire serbe de Johann Albrecht Freiherr von Reiswitz, il rencontre Friedrich Hermann Schubert (de), Erich Angermann et Eberhard Weis (de). Au semestre d'été 1947, il suit une conférence de quatre heures sur Europa in der Neuzeit de Franz Schnabel, qui enseigne d'abord en tant que professeur invité. Les cours de Schnabel lui laissent une impression durable. Aretin, Friedrich Hermann Schubert, Heinrich Lutz (de) et Eberhard Weis font partie du cercle de jeunes étudiants autour de Schnabel. En 1952, il reçoit son doctorat avec une thèse sur la politique de la Bavière au Congrès de Vienne et dans la phase initiale de la Confédération germanique. Peu de temps avant la fin de la thèse, son père décède<. La thèse n'est pas publiée. Il trouve son sujet de thèse grâce à son ancêtre Adam von Aretin, qui est un émissaire bavarois au Bundestag. Il écrit également un article sur lui dans la Neue Deutsche Biographie (NDB) en 1953.
Sur proposition de Friedrich Hermann Schubert, Aretin s'efforce d'obtenir un poste dans le projet du Reichstag de la Commission historique. Il parvient à un accord avec Willy Andreas (de), le chef du département de la rangée du milieu. Son directeur de thèse de doctorat Franz Schnabel, ne favorise cependant pas la poursuite de la carrière universitaire d'Aretin. Schnabel l'empêche d'obtenir un emploi aux archives du Reichstag allemand,. Selon les déclarations autobiographiques d'Aretin, Schnabel l'aura considéré comme totalement incompétent. De 1952 à 1957, il est membre du comité de rédaction du NDB. De 1953 à 1958, Aretin est l'un des premiers boursiers de l'Institut Leibniz d'histoire européenne (de) de Mayence. Il passe une grande partie des années 1955/56 à faire des recherches d'archives à Vienne. De 1958 à 1964, il est assistant scientifique à l'Institut Max-Planck d'histoire (de) de Göttingen. Aretin écrit plusieurs articles pour le Süddeutsche Zeitung. Cela lui permet de financer des voyages aux archives pour son mémoire d'habilitation sur la confédération du Rhin, qu'il a initialement prévu. En 1962, il s'habilite avec Richard Nürnberger (de) à l'Université de Göttingen avec une thèse sur la phase finale du Saint-Empire romain germanique. Auparavant, le spécialiste du début de l'époque moderne Leo Just (de) a refusé de diriger l'habilitation d'Aretin. Just considère que le concept présenté par Aretin sur les 30 dernières années de l'Empire est aberrant. Malgré son habilitation réussie, Aretin continue à exercer une activité journalistique. De 1959 à 1965, Aretin est le correspondant en Allemagne de l'hebdomadaire catholique de gauche viennois Die Furche.
En 1963, Aretin est nommé à la chaire d'histoire contemporaine de l'Université technique de Darmstadt. Jusqu'à cette date, il n'a pas publié de monographie indépendante sur l'histoire contemporaine. Selon un rapport de Karl Dietrich Erdmann (de), les travaux antérieurs d'Aretin en histoire contemporaine n'avaient "aucun poids scientifique, ni par leur méthode, ni par leur résultat". Les professeurs de Göttingen Percy Ernst Schramm et Hermann Heimpel, alors directeur de l'Institut d'histoire européenne de Mayence Martin Göhring (de) et Othon de Stolberg-Wernigerode (de) de l'équipe éditoriale du NDB, se font les avocats de la cause. Enfin et surtout, il est recommandé par Eugen Kogon.
De 1964 à sa retraite en 1988, Aretin est professeur titulaire d'histoire contemporaine à l'université technique de Darmstadt. Selon Kristof Lukitsch, Aretin y assume le rôle de "contrepoids idéologique". Jusqu'alors, tous les historiens de Darmstadt sont des partisans du national-socialisme ou du moins influencés idéologiquement par celui-ci. Selon la thèse de Lutz Raphael, Aretin et plus tard Helmut Böhme (de) appelent à Darmstadt des historiens qui n'ont pas seulement des points communs de nature méthodologique et conceptuelle, mais qui, en tant que sociaux-libéraux, partagent également une position fondamentale commune en matière de politique historique
Les 26 conférences d'Aretin sont dominées par l'histoire contemporaine. Le national-socialisme fait l'objet de 20 des 55 séminaires. La Première Guerre mondiale et la République de Weimar sont traitées dans 12 séminaires. Le début de l'époque moderne fait l'objet de 14 séminaires. En 1970, il fonde l'Institut d'histoire avec Helmut Böhme à Darmstadt. Aretin joue un rôle clé dans l'élaboration d'un profil de recherche indépendant par l'institut. L'histoire de l'Ancien Empire et l'histoire contemporaine, ainsi que l'histoire de la technologie et de la ville, sont associées à Darmstadt en tant que site scientifique.
De 1968 à 1994, il succède à Martin Göhring (de) en tant que directeur à temps partiel de l'Institut d'histoire européenne de Mayence, Département d'histoire universelle. Aretin continue à recevoir son salaire de sa chaire d'histoire contemporaine à Darmstadt. Il perçoit initialement une indemnité de frais de 250 DM pour son travail de directeur. Du lundi au jeudi, il continue à remplir ses fonctions d'enseignant à Darmstadt. En tant que directeur à Mayence, il établit des contacts en Europe du Sud-Est et de l'Est. Au cours de son mandat, le nombre de conférences internationales augmente considérablement. Les premiers fonds tiers à grande échelle sont également levés. Cependant, il n'a pas subordonné l'Institut d'histoire européenne à ses propres priorités de recherche. Seuls 21 % des boursiers avant 2000 sont des spécialistes du début de l'époque moderne. Grâce au travail d'Aretin en tant que directeur de l'Institut d'histoire européenne, l'institut de Darmstadt est intégré à d'autres réseaux de communication en sciences historiques. Grâce à cette connexion, l'institut a également pu établir des contacts internationaux.
Il refuse d'être nommé en 1970 à Cologne pour succéder à Theodor Schieder. En tant qu'enseignant universitaire, il supervise dix thèses de doctorat et cinq habilitations. Il supervise cinq ouvrages sur le national-socialisme, deux sur la Première Guerre mondiale et l'entre-deux-guerres et trois sur l'Ancien Empire. Il ne se formet pas d'école au sens d'un cercle d'élèves ayant un domaine de recherche commun. Aucun de ses doctorants de Darmstadt n'occupe de poste dans une université.
De 1965 à 2014, Aretin est co-rédacteur en chef de la Neue Politische Literatur (de). De 1972 à 1980, Aretin est secrétaire de l'Union des historiens allemands, de 1987 à 1998 rédacteur en chef de la Neue Deutsche Biographie. Il est membre à part entière de la Commission historique de l'Académie bavaroise des sciences depuis 1980 ; En 1982, avec Eberhard Weis, il fonde le Département Quellen zu den Reformen in den Rheinbundstaaten. Le projet est achevé alors que les deux chefs de département sont encore en vie. Quelques années avant sa mort, il lance le projet d'une édition historico-critique des capitulations électorales des rois allemands et des empereurs du Saint-Empire. Une édition est longtemps une lacune de la recherche. Les documents ne sont pas seulement d'une importance considérable en termes d'histoire constitutionnelle, mais aussi en termes d'histoire sociale, ecclésiastique et économique,. Il accompagne le déroulement de l'édition de ses conseils. Il meurt pendant ses derniers travaux.
Aretin est membre correspondant de l'Académie autrichienne des sciences (1976) et de la British Academy (1998) et membre honoraire de l'Académie hongroise des sciences (1986) et membre correspondant de la Royal Historical Society (1997). En 1984, il est le premier allemand à recevoir un doctorat honorifique de l'Université Adam-Mickiewicz de Poznań. Il est l'homonyme du prix Karl Otmar Freiherr von Aretin, qui est créé à la TU Darmstadt en 2013 pour des thèses exceptionnelles.
Aretin est encore scientifiquement productif jusqu'à un âge avancé. Il est mort le 26 mars 2014 dans sa 91e année dans sa ville natale de Munich.

## Travail

### Histoire contemporaine
L'ouvrage Die Machtergreifung (La prise du pouvoir), écrit en collaboration avec Gerhard Fauth (de), est considéré comme une étude pionnière. La première partie, écrite par Fauth, Voraussetzungen für den Aufstieg der NSDAP, traite de la fin de la Première Guerre mondiale et des problèmes de la République de Weimar. La deuxième partie décrit Weg in die totalitäre Diktatur et est écrite par Aretin. Aretin met le blâme sur le général Kurt von Schleicher. Il a « remplacé l'habile Brüning par l'incompétent et intrigant Papen » et ainsi ouvert la voie à la « prise du pouvoir » par les nationaux-socialistes. Dans la dispute sur l'incendie du Reichstag de 1933, il se retourne contre la thèse du seul coupable et attribue l'incendie aux nationaux-socialistes. Selon Aretin, ce sont le Coup de Prusse et le serment sur Hitler qui rendent possible la prise du pouvoir par les nationaux-socialistes. Par ses propos, il rappelle la culpabilité des "classes moyennes nationales de droite". Tout au long de l'ouvrage, il s'abstient de parler de « fatal » ou d'« enchevêtrement ». Dès 1958, il reconnaît le médium cinématographique comme une source contemporaine,. Avec sa conférence publiée en 1962 sur la fin du Zentrum et la conclusion du Concordat du Reich le 20 juillet 1933, il est l'un des premiers historiens à s'intéresser sérieusement à l'histoire contemporaine de l'Église. Il représente la thèse d'une hostilité envers la démocratie de l'Église,. Il examine également de manière critique les travaux apologétiques-révisionnistes de David L. Hoggan (de) et d'Alan JP Taylor.
Aretin intervient à plusieurs reprises sur des événements politiques. En tant qu'assistant à Göttingen, il s'oppose dans les Frankfurter Hefte (de) à la politique d'apaisement du ministre fédéral de l'Intérieur de l'époque, Gerhard Schröder, concernant le néonazisme. Aretin publie à ce sujet dans les Frankfurter Hefte l'article Der Erfolgsdeutsche. Les personnes classées comme "anciens adeptes" dans le processus de dénazification ont de nouveau accès au service gouvernemental à partir de 1951. Ils sont à nouveau courtisés par les partis. Aretin craint donc que le national-socialisme "ne réapparaisse pas sous une forme unique et horrible, mais sous une forme modifiée, bien que certainement plus si terrible". Il présente une nouvelle interprétation du national-socialisme. Selon lui, le national-socialisme n'est pas un accident industriel et n'est pas la faute des pays étrangers, mais un développement indésirable qui a déjà commencé dans l'Empire allemand. La contribution attire l'attention d'Eugen Kogon et est décisive pour sa nomination à Darmstadt. Il est déçu par la première grande coalition sous Kurt Georg Kiesinger. Il s'oppose publiquement à la législation d'urgence de 1968. Avec Eugen Kogon, il met en œuvre une réforme des programmes. Dès lors, les futurs professeurs de commerce et d'études sociales doivent suivre des cours d'histoire contemporaine et également suivre des cours d'histoire contemporaine. Aretin se bat contre les directives-cadres de Hesse, qui veulent inclure l'histoire comme matière de sciences sociales.
Les contributions les plus importantes d'Aretin été publiées en 1993 dans l'ouvrage Nation, Staat und Demokratie in Deutschland. Christof Dipper (de) est professeur à Darmstadt jusqu'en 2008 et succède donc à Aretin. Dans l'importance d'Aretin en tant qu'historien contemporain, il souligne son approche d'une "histoire contemporaine sérieuse, basée sur les sources", la concentration sur la question de la culpabilité dans le contexte de la "prise de pouvoir" et son diagnostic novateur du rôle de la Wehrmacht.

### Premières recherches modernes

#### Histoire du Saint-Empire romain germanique
Sa thèse d'habilitation en deux volumes porte sur les 30 dernières années du Saint-Empire. Aretin traite méticuleusement la littérature sur le sujet. Son ouvrage recense 2 233 écrits indépendants dans la bibliographie,. Aretin utilise des documents d'archives dans une mesure inhabituelle pour une présentation aussi vaste. Il traite non seulement des documents d'archives provenant des archives de la maison, du tribunal et de l'État à Vienne, mais également des archives de l'État à Munich, Mersebourg, Stuttgart, Wiesbaden, Karlsruhe, Darmstadt et Marbourg. Le deuxième volume contient une sélection de 63 documents inédits. L'œuvre brosse un nouveau tableau des étapes finales du Saint-Empire romain germanique. Les travaux précédents ont décrit les 30 dernières années de l'empire comme une décadence. Aretin ne voit plus l'empire comme un lest politique pour les États territoriaux émergents, mais comme un système politique important. La représentation par Aretin de l'histoire de l'empire reste libre des interprétations idéologiques des années 1920 et 1930. Cependant, le travail diffère également de la conception occidentale du journalisme catholique des décennies d'après-guerre. Le travail est considéré comme une percée pour le début d'une nouvelle historiographie de l'Empire, qui commence à la fin des années 1960 et au début des années 1970. Les recherches historiques impériales d'Aretin établissent également la connexion internationale et le font connaître. Malgré toute la reconnaissance, l'ouvrage est également critiqué pour sa négligence des aspects économiques et socio-historiques. Hanns Leo Mikoletzky (de) critique le fait que le livre d'Aretin "cherche à présenter une structure comme vivante qui est en fait déjà morte et qui n'est pas seulement morte contrairement à l'Autriche-Prusse". Selon Mikoletzky, Aretin surestime également la valeur informative des fichiers.
Le professeur d'Aretin, Schnabel, incarne une tendance prussienne critique dans l'histoire. Comme leur professeur, ses élèves ne se sont pas concentrés sur la Prusse, mais sur l'Empire ou les réformes de la Rhénanie. Ce faisant, ils se sont éloignés de l'idée prussienne d'un État-puissance. Aretin publie une biographie de Frédéric le Grand en 1985. Cependant, il brosse un tableau extrêmement critique du monarque.
Avec l'ouvrage en quatre volumes Das Alte Reich, publié entre 1993 et 2000 et comprenant bien plus de 1 600 pages, Aretin présente une présentation intégrative du Saint-Empire depuis les traités de Westphalie en 1648 jusqu'à sa fin en 1806. L'ouvrage est considéré comme son œuvre principale et est un ouvrage de référence sur l'histoire de l'Ancien Empire. Aretin travaille non seulement en détail sur la littérature de recherche et les sources imprimées, mais aussi dans une large mesure sur les documents d'archives. La présentation est divisée en ordre fédéral ou hiérarchique (1648-1684), la tradition impériale et la politique des grandes puissances autrichiennes (1684-1745), l'empire et le dualisme austro-prussien (1745-1806) et le registre scientifique. Le travail d'Aretin apporte une multitude de nouvelles idées et évaluations, surtout Aretin souligne l'importance de l'empire de Léopold. En liant l'histoire de la constitution, des institutions et des événements, Aretin parvient à une réévaluation de l'Empire "en tant qu'ordre de paix européen, en tant que construction spécifique d'un État fédéral, hiérarchiquement ordonné et contrôlé et en tant que structure de compromis précaire d'intérêts politiques conflictuels".

#### Italie impériale
En 1946, avant de commencer ses études, Aretin entreprend un voyage en Italie. Selon sa propre déclaration, Aretin fait des recherches sur l'Italie impériale depuis 1963. À la fin des années 1960, Aretin publie ses premiers ouvrages sur l'Italie impériale. Aretin présente des études spéciales sur l'Italie impériale et intègre leur histoire dans des contextes généraux. En 1968, il publie un essai sur l'eschéatisme du duché de Milan. Toujours en 1968, il publie le chapitre sur l'Italie dans le quatrième volume du Manuel d'histoire européenne. Dans son étude publiée en 1980, il traite du fief impérial en Italie et de son impact sur les autres fiefs. La contribution s'étend de l'époque de la domination espagnole de Charles Quint à la Guerre de Succession d'Espagne. En 1980, l'article paraît également dans une traduction italienne. En 1986, il publie une contribution au Reichsitalien dans le Handwörterbuch zur deutschen Rechtsgeschichte (de). Dans son Histoire de Das Alte Reich en quatre tomes, il replace l'Italie impériale dans le contexte de l'histoire impériale générale. Dix chapitres sont consacrés avec près de 100 pages sur l'Italie impériale. Aucune autre œuvre n'accorde autant d'attention à l'Italie impériale. De cette façon, il fait connaître l'Italie impériale à un public plus large. Grâce à ses services de traduction, il rend accessible de nombreux ouvrages de la guilde des historiens de langue allemande.
Selon Matthias Schnettger, en incluant l'Italie impériale, Aretin aiguise la perspective sur le caractère de l'empire en tant que "fief qui s'étendait au-delà des zones centrales allemandes". Schnettger considère l'expansion transalpine de l'histoire impériale comme l'un des mérites durables d'Aretin pour la science historique.
L'Institut d'histoire européenne reconnaît les mérites d'Aretin dans la recherche sur l'Italie impériale lors d'une grande conférence à Trente à l'occasion de son 80e anniversaire.

### Histoire bavaroise desXVIIIeetXIXesiècles
Un thème continu dans ses travaux de recherche est la Bavière. Il émerge également avec des études du milieu familial. La thèse est déjà consacrée à un ambassadeur bavarois, Johann Adam von Aretin. Pour la biographie présentée en 2003 de son arrière-grand-père, le politicien social Georg Arbogast von und zu Franckenstein (de), Aretin peut pour la première fois évaluer de manière exhaustive le vaste domaine du château d'Ullstadt (de), en particulier la correspondance (environ 4 000 lettres) avec sa femme Marie, une princesse de naissance Öttingen-Wallerstein, ainsi que de nombreux protocoles de mémoire et de nombreux documents d'archives supplémentaires sont inclus dans la présentation. Dans sa biographie, il publie le rapport jusque-là inconnu de Franckenstein sur son rôle lors de la déposition de Louis II en 1886. Aretin peut préciser que Franckenstein a joué un rôle majeur dans la mise en œuvre de la clause de Franckenstein (de) au Reichstag et a également joué un rôle décisif dans la législation sociale de Bismarck.
En 2013, il publie un livre sur trois frères Aretin dont la vie au service de la couronne bavaroise s'étend de 1769 à 1815. Sa dernière publication paraît fin 2013 dans la publication commémorative du duc François de Bavière à l'occasion de son 80e anniversaire. Grâce à sa découverte importante "pour l'histoire du parlementarisme", il peut réviser davantage l'opinion influente du prince Adalbert de Bavière selon laquelle le roi bavarois Maximilien Ier Joseph "était fondamentalement opposé à toutes les constitutions". Aretin rend l'édit organique dans la version de 1811 sur la représentation nationale accessible au public pour la première fois en annexe. Pas plus tard qu'en 2008, Dirk Götschmann (de) doit laisser le texte et le contenu de l'édit sous silence dans son analyse de la « représentation nationale » bavaroise car « aucun projet pertinent n'a pu être trouvé à ce jour ».

## Publications (sélection)
monographies
- mit Gerhard Fauth (de): Die Machtergreifung (= Arbeitsheft für Mittler der politischen Bildung. 3, ZDB-ID 533424-x). Bayerische Landeszentrale für Heimatdienst, München 1959.
- Heiliges Römisches Reich 1776–1806. Reichsverfassung und Staatssouveränität (= Veröffentlichungen des Instituts für Europäische Geschichte Mainz. Bd. 38). 2 Bände. Steiner, Wiesbaden 1967 (Zugleich: Universität Göttingen, Habilitationsschrift, 1962, unter dem Titel: Aretin, Karl Otmar von: Die Auflösung des Alten Reiches).
- Papsttum und moderne Welt. Kindler, München 1970.
- Bayerns Weg zum souveränen Staat. Landstände und konstitutionelle Monarchie 1714–1818. C. H. Beck, München 1976  (ISBN 3-406-06502-3).
- Vom Deutschen Reich zum Deutschen Bund (= Kleine Vandenhoeck-Reihe Deutsche Geschichte. Bd. 7). Vandenhoeck & Ruprecht, Göttingen 1980  (ISBN 3-525-33437-0).
- Friedrich der Große. Größe und Grenzen des Preußenkönigs. Bilder und Gegenbilder. Herder, Freiburg (Breisgau) u. a. 1985  (ISBN 3-451-20473-8).
- Das Alte Reich. 1648–1806. 4 Bände. Klett-Cotta, Stuttgart 1993–2000  (ISBN 3-608-91043-3).
- Nation, Staat und Demokratie in Deutschland. Ausgewählte Beiträge zur Zeitgeschichte (= Veröffentlichungen des Instituts für Europäische Geschichte, Mainz. Beiheft 27). Herausgegeben von Andreas Kunz und Martin Vogt. von Zabern, Mainz 1993  (ISBN 3-8053-1570-8).
- mit Ulrich Cartarius (de): Opposition gegen Hitler. Ein erzählender Bildband (= Deutscher Widerstand 1933–1945.). Siedler, Berlin 1984  (ISBN 3-88680-110-1).
- Franckenstein. Eine politische Karriere zwischen Bismarck und Ludwig II. Klett-Cotta, Stuttgart 2003  (ISBN 3-608-94286-6).

rédactions
- mit Dieter Albrecht (de) und Winfried Schulze (de): Europa im Umbruch 1750–1850. Oldenbourg, München 1995  (ISBN 3-486-56135-9).
- mit Jacques Bariéty und Horst Möller: Das deutsche Problem in der neueren Geschichte (= Schriftenreihe der Vierteljahrshefte für Zeitgeschichte. Sondernr.). Oldenbourg, München 1997  (ISBN 3-486-64501-3).